# دوين ويلسون
دوين ويلسون (بالإنجليزية: Duane Wilson) هو لاعب كرة قاعدة أمريكي، ولد في 29 يونيو 1934 في ويتشيتا في الولايات المتحدة.

## وصلات خارجية
- دوين ويلسون على موقع دوري كرة القاعدة الرئيسي (الإنجليزية)
- دوين ويلسون على موقعبيزبول رفرنس.كوم (الدوري الرئيسي) (الإنجليزية)
- دوين ويلسون على موقعبيزبول رفرنس.كوم (الدوري الثانوي) (الإنجليزية)